# Астрономические часы Пассмана

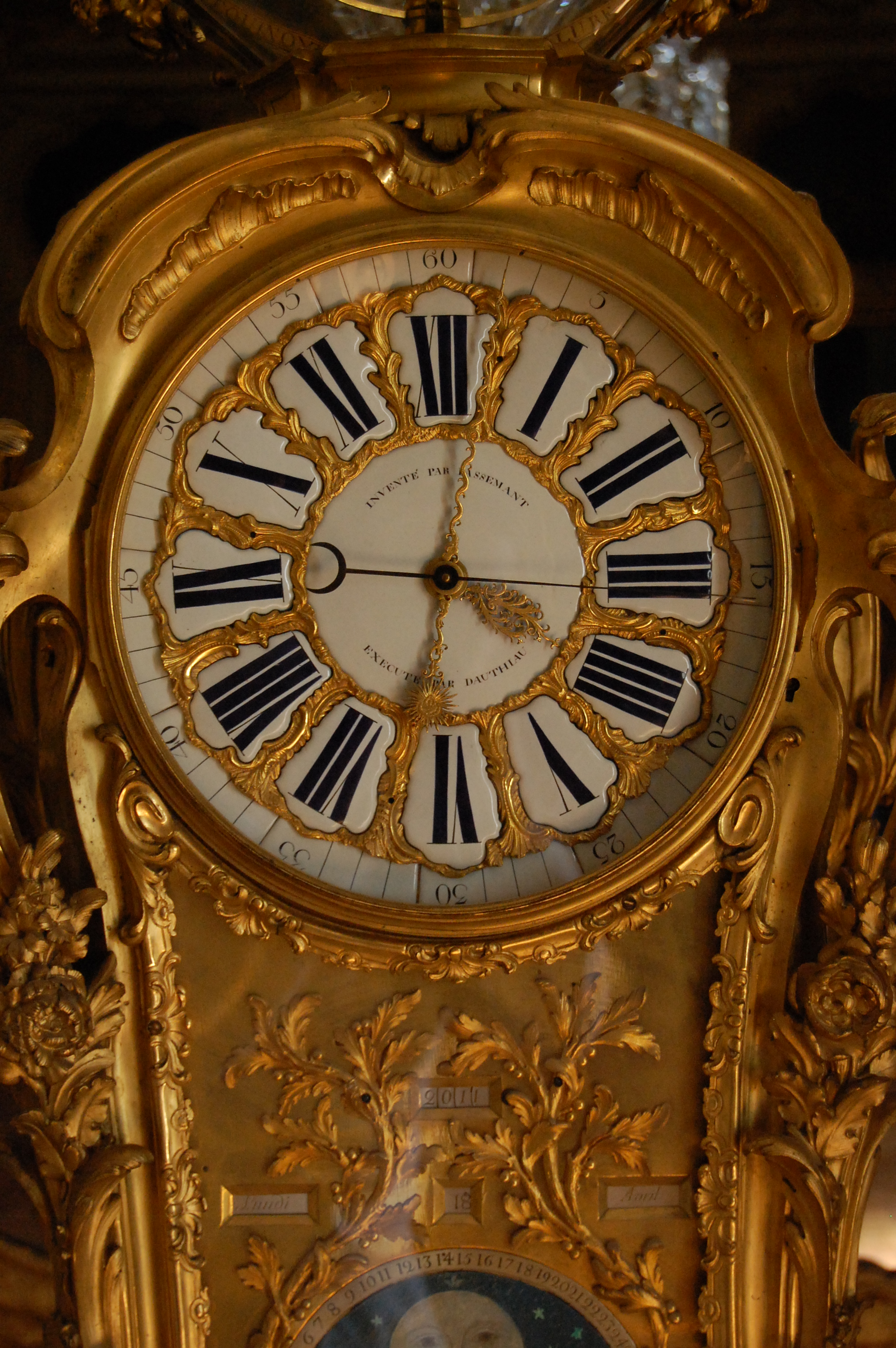
Циферблат

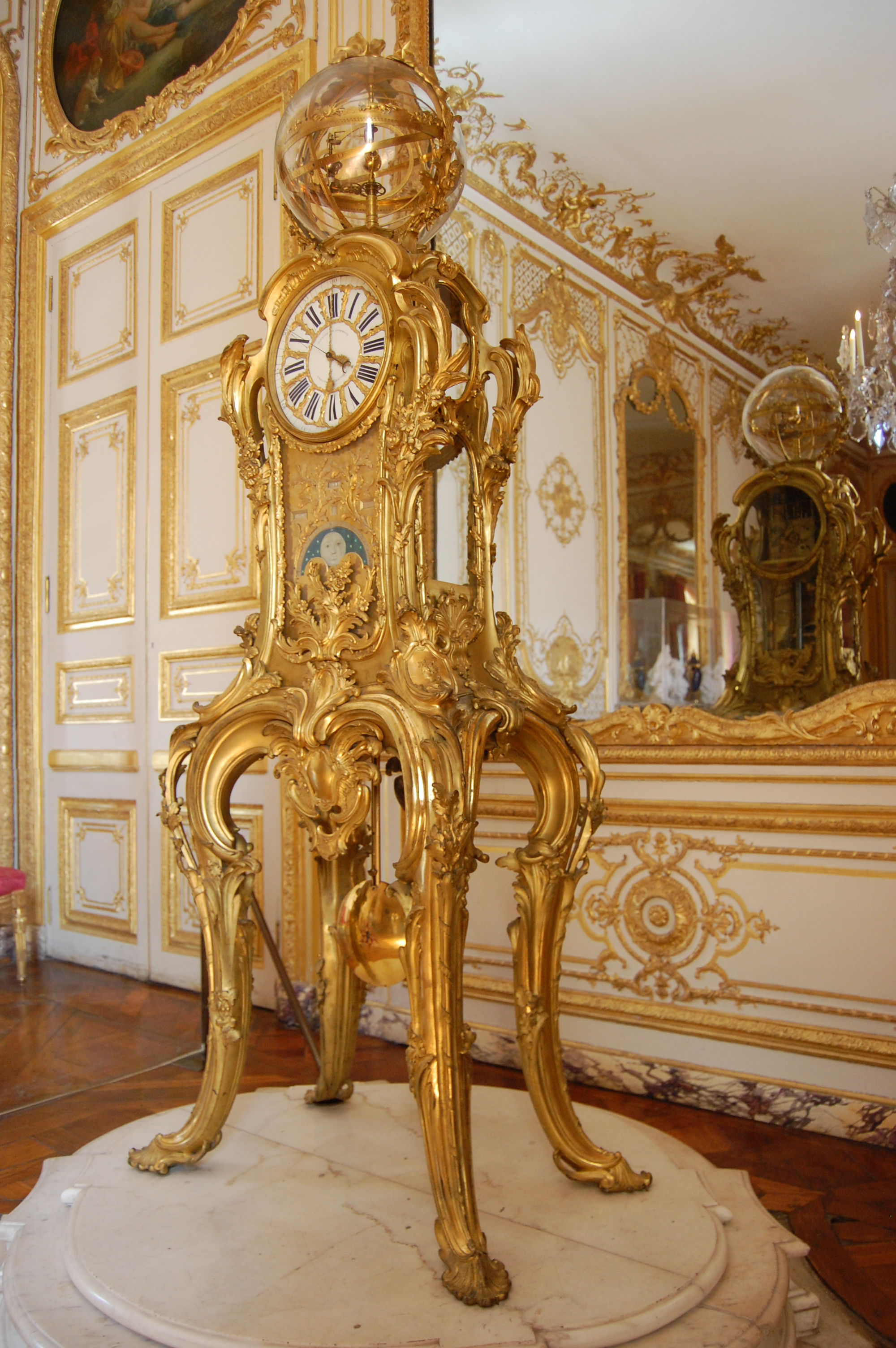
Астрономические часы Пассмана

Астрономические часы Пассмана — это астрономические часы, разработанные в 18-м столетии Клод-Симоном Пассманом. Часы сейчас установлены в Кабинете с Часами в Малых апартаментах Короля на втором этаже Версальского Дворца. По этим часам впервые в истории страны фиксировалось официальное время на всей территории Франции.

## Описание
Часы являются выдающейся работой в стиле рококо высотой более 2 метров, увенчанные движущейся астрономической сферой. Часы показывают день, время, фазы Луны в реальном времени, а также движение планет в соответствии с гелиоцентрической моделью Коперника. Крупная астрономическая шкала отмечает восход и заход солнца и луны каждый день. Земля представлена бронзовым шаром, на котором выгравированы все страны и их столицы. Этот шар размещен между горными скалами и водопадами, которые представляют универсальный небосвод.
Механизм часов разработан так, чтобы отображать даты вплоть до конца 9999 года.

## Авторы
Механизм часов был разработан инженером Клод-Симоном Пассманом (1702—1769) и исполнен часовых дел мастером Луи Дотио (1730—1809). Защищающая механизм подставка в стиле рококо из сплава золота и бронзы выполнена в 1753 году скульптором Жан-Жаком Каффиери (1735—1792) и бронзоплавильщиком Филиппом Каффиери.

## История
В августе 1749 года часы были переданы на рассмотрение и одобрение Французской академии наук, после чего 7 сентября 1750 года в замке Шуази часы представили Людовику XV. В тот же год Король купил часы. В январе 1754 года часы заняли своё достойное место среди других астрономических часов в Версале. Тот факт, что часы были размещены в Кабинете с Часами, показывает какое большое внимание Людовик XV уделял техническим ремеслам, а именно часовому делу. В действительности комната получила своё название в честь циферблата солнечных часов, встроенных в деревянные панели декора комнаты.